# سیارک ۵۲۶۴۹
سیارک ۵۲۶۴۹ (به انگلیسی: 52649 Chrismith، نامگذاری:1997YX11) پنجاه و دو هزار و ششصد و چهل و نهمین سیارک کشف شده‌است که در ۲۷ دسامبر ۱۹۹۷ کشف شد.